# Zionistische Union
Die Zionistische Union (hebräisch הַמַּחֲנֶה הַצִּיּוֹנִי HaMaḥaneh haẒijjōnī, deutsch ‚das Zionistische Lager‘) war ein Parteienbündnis in Israel, das im Dezember 2014 gegründet und im Januar 2019 aufgekündigt wurde. Für die Knessetwahl im März 2015 schlossen sich darin die Arbeitspartei ʿAvodah unter Jitzchak Herzog und die von Tzipi Livni gegründete HaTnuʿah zu einem Mitte-links-Bündnis zusammen, die mit einer gemeinsamen Liste antraten, um die bisherige Regierung unter dem konservativen Likud mit Premier Benjamin Netanjahu abzulösen.
Das Bündnis wurde am 11. Dezember 2014 geschlossen und integrierte auf Platz 25 auch die israelischen Grünen. Herzog führte die Liste auf Platz 1 an, gefolgt von Livni. Sollte das Bündnis die Regierung stellen, würde das Amt des Premierministers zwischen beiden nach zwei Jahren rotieren (israelisches Modell). Die New York Times kommentierte, diese Vereinbarung wirke „schief“, da die Arbeitspartei mit bisher 15 Mandaten deutlich stärker sei als HaTnuʿah mit bisher sechs.
Anfang Dezember hatte Netanjahu Tzipi Livni als Justizministerin aus seiner Regierung entlassen, weil sie diese öffentlich kritisiert hatte. Daraufhin hatte die Knesset ihre Auflösung beschlossen und vorgezogene Neuwahlen ausgerufen, nachdem erst im Januar 2013 zuletzt gewählt worden war. Livni erklärte, Netanjahu stütze sich immer stärker auf rechtsextreme Positionen und isoliere das Land zunehmend, was sie mit einer integrierenden Politik ändern wolle. Das Bündnis strebt neue Friedensverhandlungen mit den Palästinensern an und kritisiert die in ihren Augen ungelösten Fragen der Sicherheitspolitik, besonders im Gazastreifen.
In den Umfragen lagen beide Lager Kopf an Kopf, was Uri Avnery zu der Einschätzung brachte, die „klinisch tote“ Arbeitspartei ʿAvodah werde durch dieses Bündnis wieder belebt. Der marxistische Historiker Moshe Zuckermann sah das in Netanjahus Misserfolgen begründet; weder habe der Gazakrieg 2014 eine Verbesserung der Sicherheitslage gebracht noch habe die „rabiate“ Form der Wirtschaftspolitik die wachsende und besonders extreme Armut im Land bekämpft. Während es verschiedenen linken Kräften gelungen sei, sich bei dieser Wahl zusammenzuschließen, zersplittere das rechte Lager.
Bei der Wahl am 17. März 2015 gelang es jedoch Ministerpräsident Netanjahu überraschend deutlich, sich mit 30 Sitzen für seine Partei Likud von der Zionistischen Union mit 24 Sitzen abzusetzen; die Regierung wurde ohne sie gebildet (Kabinett Netanjahu IV).
Drei Monate vor den vorgezogenen Parlamentswahlen kündigte Avi Gabbay, der Vorsitzende der Arbeitspartei, am 1. Januar 2019 das Bündnis auf.

## Wahlergebnisse
| Wahl                | Stimmen | %    | Mandate  |
| ------------------- | ------- | ---- | -------- |
| Parlamentswahl 2015 | 786.313 | 18,7 | 24 / 120 |